# Élections municipales lettonnes de 2021
Les élections municipales lettonnes de 2021 se déroulent le 5 juin 2021 afin de renouveler les conseils municipaux de 41 des 42 municipalités de Lettonie, dont 7 municipalités urbaines. Il s'agit des premières élections municipales dans le pays depuis une réforme en 2020 ayant réduit leur nombre, qui était auparavant de 119 municipalités dont 9 urbaines. Les élections de 2021 ont lieu dans toutes les municipalités excepté la capitale Riga, des élections anticipées y ayant déjà eu lieu en aout 2020.

## Résultats

### Daugavpils
| Partis                    | Partis                                     | Voix   | %     | +/-   | Sièges | +/-           |
| ------------------------- | ------------------------------------------ | ------ | ----- | ----- | ------ | ------------- |
|                           | Parti social-démocrate « Harmonie » (SSDP) | 7 498  | 42,25 | 13,28 | 7      | 2             |
|                           | Notre Parti                                | 2 506  | 14,12 | 5,43  | 3      | 1             |
|                           | Parti de Latgale (en)                      | 2 351  | 13,25 | 15,63 | 2      | 4             |
|                           | Nouveau parti de Daugavpils                | 1 711  | 9,64  | Nv    | 2      | 2             |
|                           | Union russe de Lettonie (LKS)              | 1 458  | 8,22  | 3,89  | 1      | 1             |
|                           | Parti politique "Alternative"              | 721    | 4,06  | 0,06  | 0      | en stagnation |
|                           | Union des verts et des paysans (ZZS)       | 512    | 2,88  | 0,99  | 0      | en stagnation |
|                           | Union chrétienne démocrate (en)            | 404    | 2,28  | 2,01  | 0      | en stagnation |
|                           | Nouveau Parti conservateur (JKP)           | 227    | 1,28  | Nv    | 0      | en stagnation |
|                           | Nouvelle Harmonie                          | 184    | 1,04  | Nv    | 0      | en stagnation |
|                           |                                            |        |       |       |        |               |
| Suffrages exprimés        | Suffrages exprimés                         | 17 572 | 99,01 |       |        |               |
| Votes blancs et invalides | Votes blancs et invalides                  | 214    | 0,99  |       |        |               |
| Total                     | Total                                      | 17 786 | 100   | –     | 15     | en stagnation |
| Abstentions               | Abstentions                                | 39 357 | 68,87 |       |        |               |
| Inscrits / participation  | Inscrits / participation                   | 57 143 | 31,13 |       |        |               |